# St. Nicolai (Ottstedt)

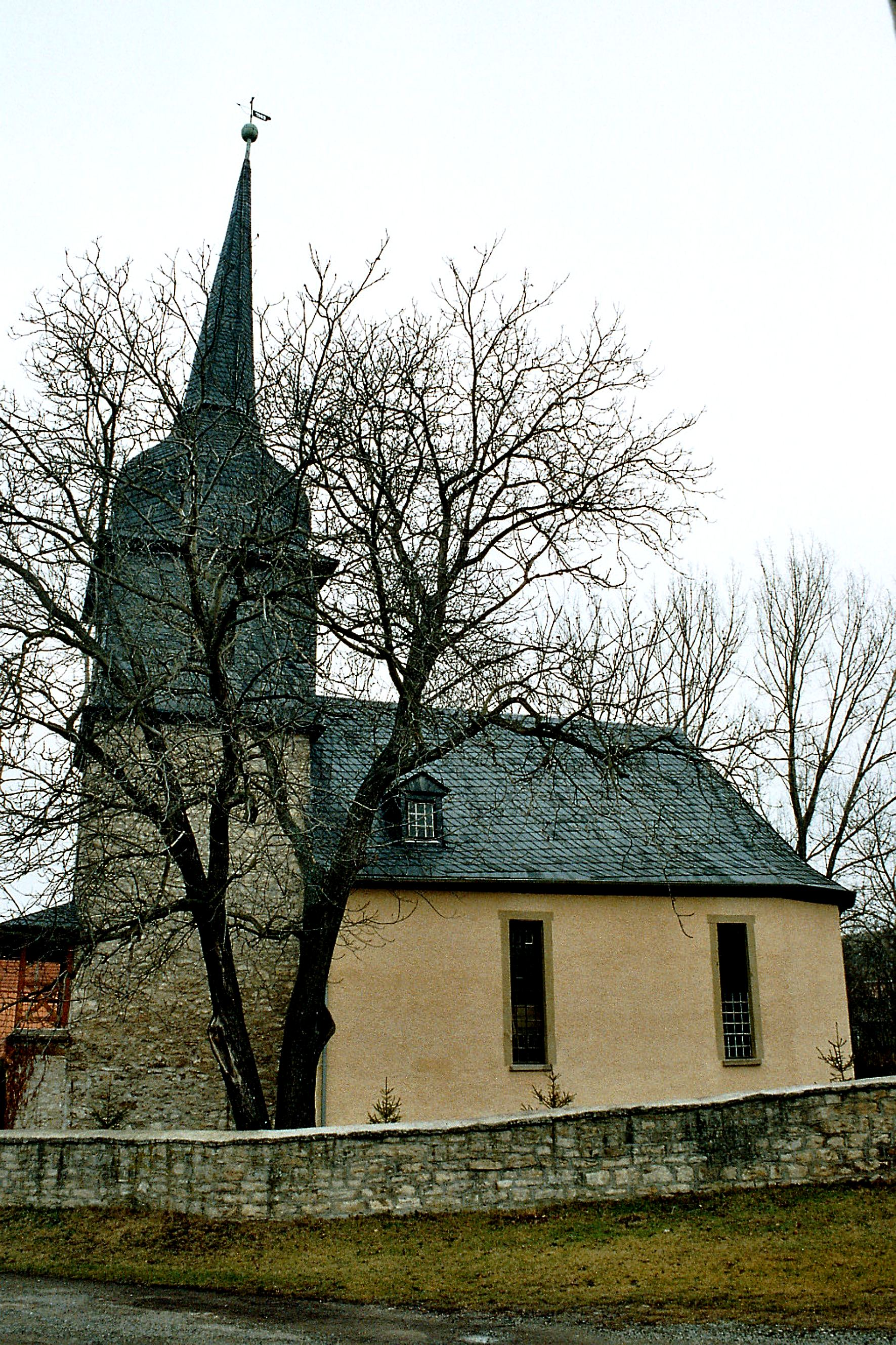
Die Kirche

Die evangelische Dorfkirche St. Nicolai steht in Ottstedt am Berge im Landkreis Weimarer Land in Thüringen. Die Kirchengemeinde gehört zum Kirchengemeindeverband Niederzimmern im Kirchenkreis Weimar der Evangelischen Kirche in Mitteldeutschland.

## Lage
Die Kirche befindet sich südöstlich des Haufendorfes.

## Geschichte
Am 15. März 1713 fand die Grundsteinlegung, zur Kirmes 1713 die Einweihung der Kirche statt. Im Jahr 2001 wurde eine große Sanierung vorgenommen, 2015 mussten Sturmschäden am Dach behoben werden.

## Kirchenraum
Das Kirchenschiff ist eine Emporenhalle mit zwei Emporengeschossen. Die Bretterdecke besteht aus einem Tonnengewölbe über dem Mittelschiff und flachen Halbtonnen über den Seitenschiffen. Über dem polygonalen Chorhaupt schließen auch Innen- und Außenteil der Decke polygonal, der Innenteil ähnlich einer Halbkuppel. Die Barockmalerei der Decke grenzt dort an Illusionsarchitektur. Der Kanzelaltar steht mitten im Polygon: Der Altartisch steht unter einem von Palmen getragenen Baldachin, der die Kanzel trägt.

## Orgel

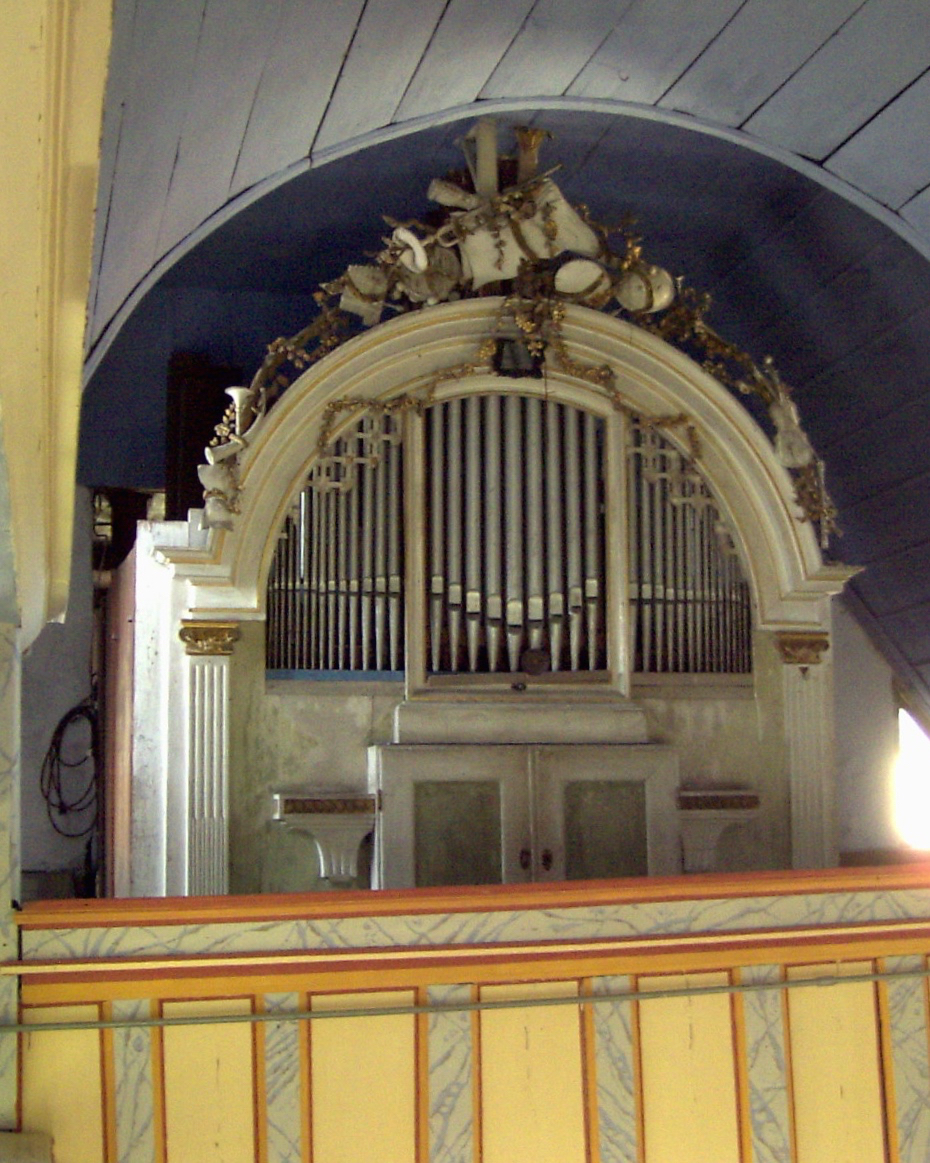
Orgel

Die Orgel wurde 1830 von Johann Wilhelm Salfelder aufgebaut und stammt aus dem Nachlass des Statthalters Dalberg. 1863 wurde sie durch Johann Friedrich Schmitt umgebaut und 1935 erhielt sie neue Prospektpfeifen und wurde Umintoniert. Aktuell hat sie 11 Register verteilt auf zwei Manuale und Pedal.